# Theli
A Theli a svéd szimfonikus metal zenekar, a Therion nagylemeze. Az album hű maradt a banda gyökereihez, mégis nagyon sötét hangzást kapott; igazából ez a lemez egy komoly fordulópontnak  tekinthető a csapat történetében. A borítón, amelyet Peter Grøn tervezett egy egyiptomi isten, Széth látszik.

## Számlista
1. Preludium" – 1:43
2. To Mega Therion – 6:34
3. Cults of the Shadow – 5:14
4. In the Desert of Set – 5:29
5. Interludium – 1:47
6. Nightside of Eden – 7:31
7. Opus Eclipse – 3:41
8. Invocation of Naamah – 5:31
9. The Siren of the Woods – 9:55
10. Grand Finale / Postludium – 4:04

### Japán változat
A japán változat három bónusz dalt is tartalmaz: 
- In Remembrance
- Black Fairy
- Fly to the Rainbow (Scorpions cover)

## Közreműködők

### Therion
- Christofer Johnsson – gitár, vokál, billentyűk
- Piotr Wawrzeniuk – dob, vokál
- Lars Rosenberg – basszusgitár
- Jonas Mellberg – gitár, akusztikus gitár, billentyűk

### Vendégzenészek
- Dan Swanö – vokál
- Jan Peter Genkel – zongora, billentyűk
- Gottfried Koch – billentyűk
- A hangszerelést a The Barmbek szimfonikus zenekar biztosította

### North German Radio kórus
- Raphaela Mayhaus – szoprán
- Bettina Stumm – szoprán
- Ursula Ritters – alto
- Ergin Onat – tenor
- Joachim Gebhardt – basszus
- Klaus Bulow – basszus

### Siren kórus
- Anja Krenz – szóló szoprán
- Constanze Arens – szoprán
- Riekje Weber – alto
- Stephan Gade – tenor
- Axel Patz – solo basszus-bariton

## Külső hivatkozások
- Theli  a MusicBrainz-en
- Theli  a MusicBrainz-en (Japán változat)
- Információk a Therion hivatalos weboldalán az albumról